# فارس (مقاتل)

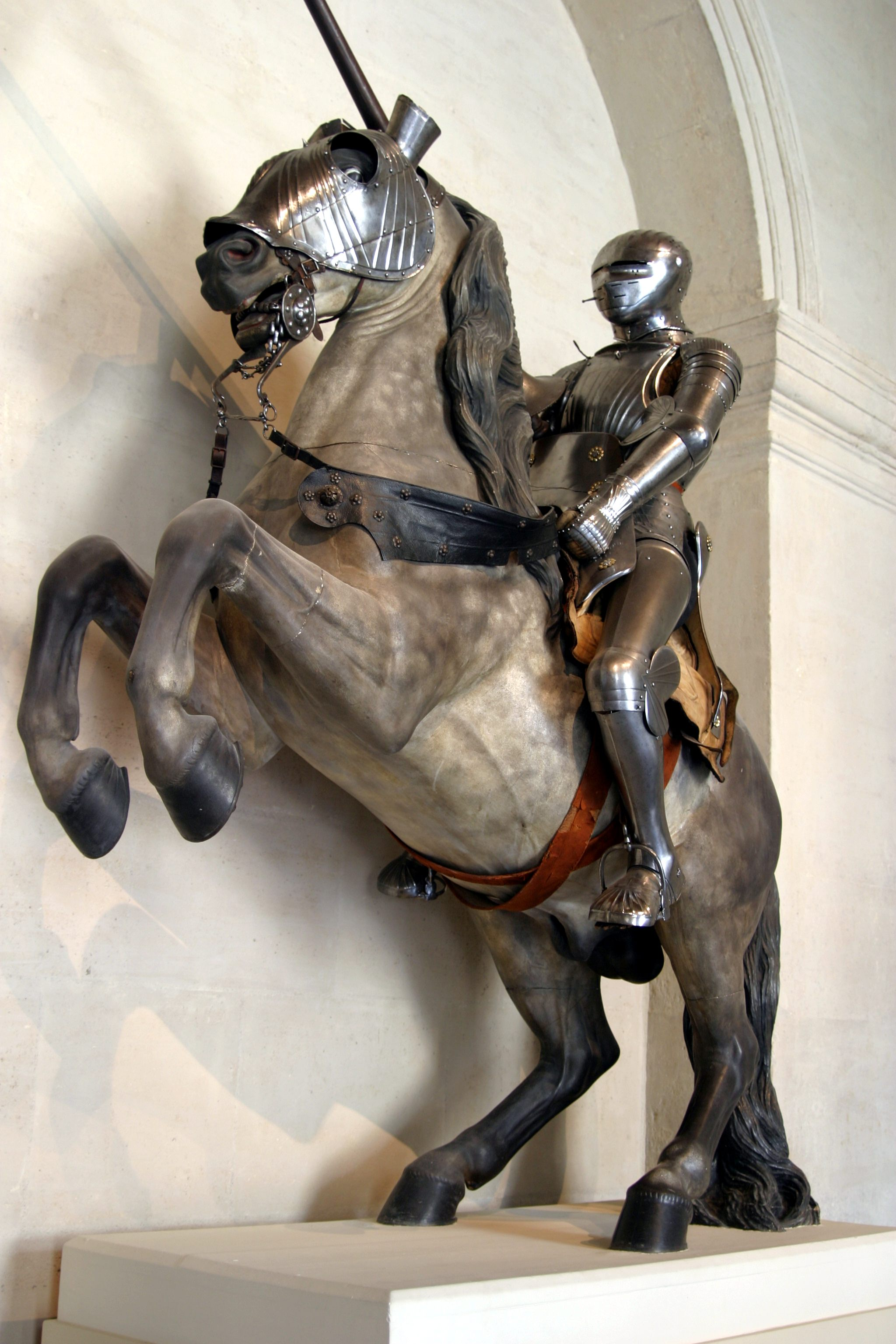

ارتبط مصطلح الفارس بسلاح الفرسان الثقيل، وكان الفرسان جنود مهرة دربوا على القتال على ظهور الخيل وكانو قمة الجنود تدريبا وتسليحا وفعالية في أرض المعركة، لكنهم إضافة إلى دورهم العسكري غالبا ماكانت لهم أملاك ومكانة اجتماعية مرموقة نسبيا في النظام الاٍقطاعي وقد كانت الفروسية رمزاً للبسالة والشجاعة والشرف.

## التدريب
في العصور الوسطى، كان على الفتى الذي يتدرب ليكون فارسًا أن يمضي سنوات حياته الأولى تحت رعاية نساء أسرته، حيث يتعلم ركوب المهر والعناية بالخيول.
- الخادم: إذا بلغ الفتى سن السابعة، فإنه يترك البيت ويبدأ في التدرّب على الفروسية. ولكونه خادمًا كان يلتحق ببيت فارس آخر، أو رجل من النبلاء، حيث كان يتعلم كيف يتعامل مع السلاح، كما يتعلم قواعد المجاملات والسلوك المتوقَّعة من الفارس.

- مرافق الفارس: يبدأ الفتى بالتدرب ليكون مرافق فارس عندما يبلغ الخامسة عشرة أو السادسة عشرة من عمره. وعلى ذلك، فهو يعمل خادمًا خاصًا بالفارس الذي يكون أستاذه، فيعد المائدة ويقدم وجبات الطعام. ويتلقى مُرافق الفارس تدريبًا جادًا كجندي خيّال، فينطلق راكبًا مع أستاذه إلى المعارك ويشارك في القتال. ويلبس مُرافق الفارس في المعارك مهمازًا فضيًا لتمييزه عن الفارس ذي المهماز الذهبي. وكانت فترة خدمة مرافق الفارس تمتد عادة إلى نحو خمس سنوات يكون بعدها مُعدًّا ليكون فارسًا.

- تعميد الفارس: كان بإمكان أي فارس أن يُسْبغ الفروسية على غيره. وكان بعض الرجال يُعمَّدون فرسانًا في ساحة المعركة، ويجري الاحتفال بذلك عادة في وقت السلم. وكانت الاحتفالات الأولى بتعميد الفروسية بسيطة، إذ يُثبِّت الفارس حِلْية معدنية على ذراع مُرافِق الفارس، ويعلن أنه صار فارسًا. إلا أن الاحتفالات أصبحت أكثر تعقيدًا في أوقات لاحقة. فقد كان أحد الرجال يُثبِّت الحِلْية المعْدنية على السيف بينما يقوم رجل آخر بإحكام المهاميز، وكان مرافق الفارس ينحني أمام الرجل الذي يعمّده فارسًا فيقوم هذا بضربه على مؤخرة عنقه براحة يده. وفي وقت لاحق، حلت ضربة سيف خفيفة محل الضربة باليد. وتُدعى هذه الضربة الخفيفة معانقة، وبعد هذه الضربة الخفيفة، تأتي عبارة التعميد: أمنحك لقب فارس.

أصبحت الاحتفالات الدينية جزءًا من احتفالات تعميد الفروسية، عندما غدت المُثُل المسيحية أكثر التصاقًا بالفروسية. فكان مُرافق الفارس، قبل أن يُعمَّدَ فارسًا، يُحيي ليلة في الكنيسة، حيث يقوم بالاعتراف بذنوبه والصيام والصلاة والتعهد باستخدام سلاحه في سبيل القضايا والمُثُل المقدَّسة. وقَبْل الاحتفال، كان يغتسل ويرتدي ملابس خاصة. وكانت الأُبَّهة التي تُرافق الاحتفالات تجعل هذه الاحتفالات باهظة التكاليف. لذلك أباحت التقاليد الإقطاعية للإقطاعي أن يفرض ضريبة على مُقْطَعيه عندما يُعمّد ابنه الأكبر فارسًا.

## قوانين الفروسية
كانت الشهامة شريعة الفارس في سلوكه. ونمت هذه الشريعة من خلال أغنيات الشعراء في القرنين الحادي عشر والثاني عشر الميلاديين، إذ كانت أشعارهم تصور الفارس في صورة المؤمن والمحب حبًا عميقًا للنصرانية، يدافع عن الكنيسة، وعلى استعداد للموت في سبيلها. كما كان يصوَّر على أنه يحب الأرض التي وُلد عليها، وأنه يهب الجميع بسخاء. أما قُوّتُهُ فكانت تُستخدم لحماية النساء والضعفاء. كما أن الفارس كان يناصر الحق ضد الظلم والشر، ولم يكن يستسلم أو يحجم أمام العدو.
وفي الواقع، لم يكن الفارس دائمًا يمثل ذلك الفارس المثالي الذي كان يظهر في تلك الأشعار. فقانونه الخاص بالشرف والولاء كان أحيانًا ينطبق على الأعضاء الذين ينتمون إلى طبقته فقط، بينما كان كثيرًا ما يتعامل بوحشية مع ذوي الأصول الدنيا. وكانت ظروف الحياة العصيبة في العصور الوسطى تجعل عدم انتهاك القوانين أمرًا صعبًا. لذلك فإن الفرسان المخلصين كانوا جنودًا يشاركون في الاستيلاء على الأراضي والنهب أيضًا. أما الفارس الذي يدان لجبنه أو أي سلوك شائن خطير آخر، فقد كان يُطرد مَخْزيًًّا بتجريده من سيفه وبكسر مهاميزه. غير أن السلوك الشائن الخطير كان يعني عادة الانتهاكات التي تُرتكب في حق الفرسان الآخرين وأسرهم.

## الدروع
كان الفارس في البداية يلبس خوذة لها نتوء لتغطية أنفه، كما كان يلبس ثوبًا محشوًا بالقماش أو الجلد ومغطى بحلقات معدنية مضفورة يُسمى الدرع الزردية. وخلال القرن الرابع عشر الميلادي حلّت خوذة أقوى تغطي رأس لابسها بأجمعه محل الخوذة المخروطية. كذلك أضيفت رقاع من صفائح معدنية لحماية الأماكن التي لم تكن تحميها الدرع الزردية بشكل كاف. كما صُمِّمَتْ شرائح من صفائح معدنية لحماية الكوع والساعد والركبة وجزء من الساق ما بين الركبة والكاحل. بينما تغطي صفائح من المعدن فتحات الدرع عند المفصل ما بين الساعد والجسم. أما الترس فأصبح أقل حجمًا، ويمكن تحريكه ليحمي الوجه والرأس. وكان الرمح هو سلاح الفارس الرئيسي، إلا أنه كان يستخدم أيضًا السيف والدبوس ذا النتوءات الشائكة والفأس أيضًا. وكان يعلق سيفه بجانبه الأيسر، وخنجره على الجانب الأيمن.
وخلال القرن الخامس عشر الميلادي، أصبحت الدروع المصنوعة من صفائح معدنية تُغطِّي جسم الفارس كاملاً، بينما تغطي ياقة من الزرد الفجوة ما بين الخوذة والجزء العلوي من درع الجسم. وبالخوذة حافة على هيئة نتوء مثبتة فيها كي تحمي الوجه. وكان الفارس يلبس قفازات معدنية وينتعل أحذية من حديد، بينما تغطي سلاسل من الزرد الذراعين والساقين. أما السيوف فأصبحت أخف وزنًا وأقل إرهاقًا.
استُخدم البارود في المعارك في أوائل القرن الرابع عشر الميلادي وهكذا أصبحت الدروع الجديدة، التي صممت للوقاية من نيران البنادق، ثقيلة جدًا حتى إن الفارس كان يُرفَع إلى ظهر حصانه بوساطة رافعة، وإذا حدث أن سقط من على حصانه في أثناء المعركة، كان يعجز عن النهوض دون مساعدة، ويبقى واقعًا تحت رحمة عدوه.
إن ما كان يميّز ملامح أي فارس، وهو مغطى الوجه، هو شعار النبالة الذي كان يُرْسم على ترسه وعلى معطفه الذي يرتديه فوق دروعه. كذلك كانت الخيول كثيرًا ما تسرج بسروج من القماش مرسوم عليها شعار النبالة. وكان شعار النبالة الخاص بفارس ما مختلفًا عن ذلك الخاص بغيره من الفرسان، وقد أجاد الفرسان تمييز بعضهم بعضًا بمجرد نظرة.

## المباريات
نشأت المباريات خلال القرن الثاني عشر الميلادي، ربما في شمالي فرنسا. فكانت أعداد كبيرة من الفرسان تتجمع وتنقسم إلى فريقين يقاتل أحدهما الآخر. وكان هذا القتال أشبه بالمعارك الحقيقية يحظى المشاركون فيه بتدريب عسكري قيِّم. وكثيرًا ما كان الفرسان المهزومون يضّطرون لدفع فدية للمنتصرين لاستعادة حرياتهم وممتلكاتهم. وقد تستمر المباراة عدة أيام وتمتد على مدى الريف كله.
وقد عارض الملوك هذه المباريات، إذ إن مثل هذه التجمعات الكبيرة من الرجال المسلحين قد تؤدي إلى التمرد، لأنها كانت دموية ومدمرة أيضًا. ولهذا لم يكن بالإمكان عقدها إلا بموافقة مَلَكِيَّة. وكان الذين يخرقون هذا القانون يواجهون السجن ومصادرة الممتلكات. كذلك دعَّمت الكنيسة الحظْر المفروض على المباريات، ورفضت أن يتم دفن الذين يموتون في أثنائها حسب التقاليد النصرانية.
وفي القرن الثالث عشر الميلادي حلّت المبارزة محل هذه المباريات وكانت تتم بأسلحة غير قاطعة وتنحصر في حلبة مُسيَّجة. وأصبحت المبارزة مناسبة للتجمع الكبير الذي تحضره السيدات ويحضره عامة الناس. كذلك شاعت المبارزة على ظهور الخيل. وفي هذا النوع من المبارزة يقف فارسان، كلٌّ على ظهر فرسه، في مضمار ضيق، يفصل بين المضمارين سياج عالٍ يغطي جسم الجوادين بحيث يسدد كل فارس في اتجاه الآخر دون خطورة على الجوادين، ويكون الغرض من هذه المبارزة أن يزحزح الفارس خصمه عن سرجه برمح غير حاد، أو سيف غير قاطع وبالتالي يفوز بشرف ذلك اليوم.